# Perissus x-littera
Perissus x-littera là một loài bọ cánh cứng trong họ Cerambycidae.